# Svend Jakobsen
Svend Aage Jakobsen, född 1 november 1935 i Ulsted, död 28 maj 2022, var en dansk socialdemokratisk politiker och minister. Han var folketingsledamot 1971-1989.

## Biografi
Svend Jakobsen kom från en arbetarfamilj. Efter folkskolan arbetade i några år inom lantbruket innan blev lärling på kooperativet Sdr. Kongerslev brugsforening 1952. Han var därefter expedit på Brugsen i Åbyhøj (1955-1959) och fick en kortare utbildning på Andelsskolen i Middelfart (1959-1960). Han blev därefter konsult på FDB (1960-1971) och började samtidigt engagera sig politiskt. Han var ledamot i Socialdemokratiets partistyrelse i Tåstrup (1966-1970) samt kretsens partiordförande (1968-1970). Han kandiderade till Folketinget för Glostrups valkrets och blev invald 1971. Han var en av de nya socialdemokratiska folketingsledamöterna som anslöt sig till Ritt Bjerregaards informella politiska gruppering, Kaffeklubben. Han gjorde en snabb karriär och utsågs till bostadsminister i Anker Jørgensens första regering 1973. Denna mandatperiod varade dock endast i tre månader, då regeringen avgick efter valet i december samma år. Han var ledamot i Ligningsrådet 1974-1975.
Då Anker Jørgensen åter bildade regering 1975 utsågs Jakobsen till skatteminister. Han var även tillförordnad bostads- och miljöminister januari-februari 1977. Som skatteminister stoppades hans planer på skattereformer, bl.a. sänkt ränteavdrag, av bostadsminister Erling Olsen. Han var sedan fiskeriminister (1977-1979) och finansminister (1979-1981). Han fortsatte därefter som ordinarie folketingsledamot till 1989. Från 1982 var han ledamot i Nordiska rådet, ordförande i dess justitieutskott samt styrelseledamot i Nordiska Kulturfonden (1982-1989). Han var Folketingets talman (1981-1989) och tilltänkt partiledar- och statsministerkandidat efter Anker Jørgensens avgång 1987. Han fick stöd från bl.a. Oberstklubben (uppkallad efter de grekiska överstarna som gjorde en statskupp 1967), som bestod av Mogens Lykketoft, Erling Olsen och Poul Nielson. Han fick också stöd av Niels Helveg Petersen.
Efter sin politiska karriär var Jakobsen bland annat direktör för Finansrådet (1990-1994), ordförande av Erhvervsuddannelsesrådet (1994-2000) och president för Kræftens bekæmpelse (1993-2001).